# Průzkumný letoun

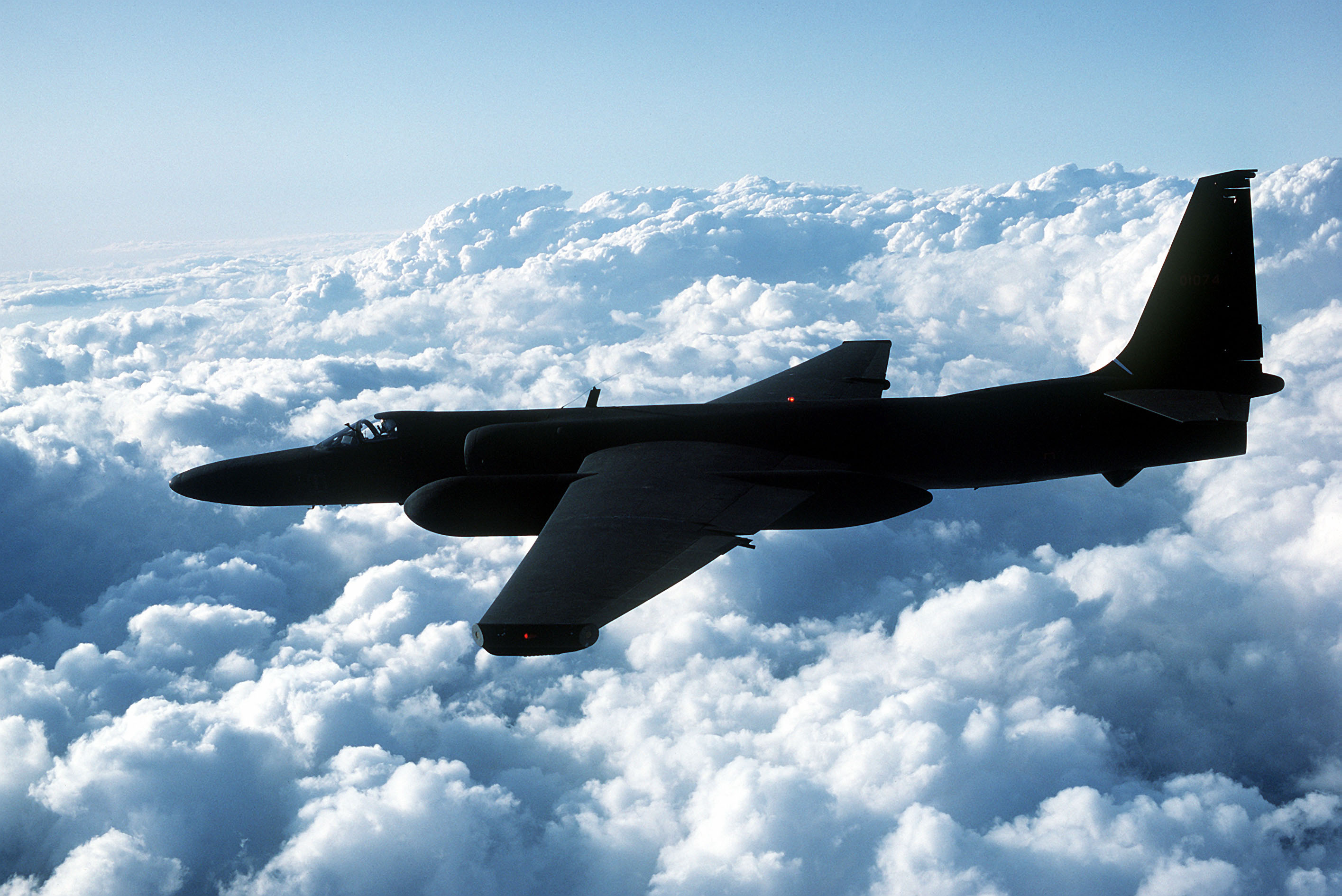
Americké výzvědné letadlo Lockheed U-2

Průzkumný letoun je vojenský (často neozbrojený) letoun používaný k monitorování nepřátelské aktivity.

## Počátky
Snahy o získávání informací o nepříteli ze vzduchu se objevily dlouho před vynálezem létajících strojů těžších než vzduch. První pokusy se uskutečnily ve Francii v roce 1794 (pokus o zjišťování informací o poloze nepřátelského dělostřelectva z balónu), ale i pozdější pokusy v 19. století měly značně omezený vojenský význam.

## Začátek 20. století
Během italsko-tureckého konfliktu v Africe uskutečnil 22. října 1911 italský kapitán Piazza první bojový průzkumný let na stroji Blériot. O pár měsíců později 24. a 25. února 1912 už kapitán Piazza pořizoval letecké fotografie tureckých postavení.
16. října 1912 bulharský letoun Albatros vykonal první válečný průzkumný let v Evropě.
V Německu byla v roce 1912 ustavena první fotoprůzkumná letecká jednotka.

## První světová válka

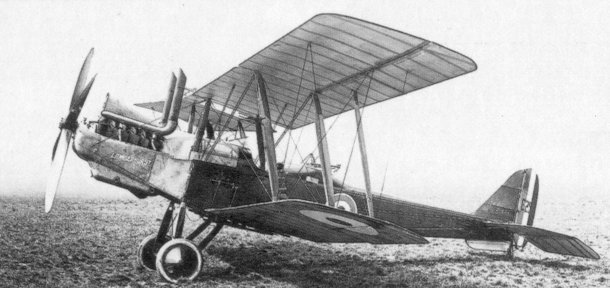
Britský Royal Aircraft Factory R.E.8, typický zástupce průzkumného letounu 1. sv. války

Během první světové války se úkoly vojenského průzkumného letectva rozdělily na taktický a operační průzkum, dělostřelecký průzkum, pěchotní průzkum a strategický průzkum. S výjimkou strategického průzkumu, který se začal rozvíjet až v samém závěru války (vzhledem k technickým omezením tehdejší letecké techniky), měly ostatní činnosti průzkumného letectva velký dopad na způsob vedení války.
Důležitým faktorem rozvoje leteckého průzkumu (hlavně jeho taktické a operační složky) byla letecká fotografie. Ta umožňovala armádním plánovačům podrobně analyzovat nepřátelská postavení a zvolit nejvhodnější strategii při jejich dobývání. Například v březnu 1918 před německou ofenzívou pořídilo britské letectvo za jediný týden 10 441 fotografií oblasti řeky Sommy.
Při řízení dělostřelecké palby se projevila potřeba dokonalejší komunikace mezi letounem a dělostřeleckou baterií než jen zdlouhavé shazování písemných vzkazů nebo provádění předem domluvených vzdušných obratů. Řešením bylo obousměrné radiotelegrafické spojení, které se stalo běžným až v roce 1917, kdy už byly k dispozici přístroje dostatečně lehké, aby je mohly nosit alespoň těžší průzkumné stroje.
Dalším úkolem průzkumného letectva byla spolupráce s pěchotou. Průzkumné letouny informovaly velitele o postavení jejich jednotek v nepřehledných bitevních vřavách, předávaly zprávy, zásobovaly odříznuté jednotky potravinami a střelivem a podporovaly je palbou palubních zbraní a shazováním ručních granátů na nepřítele. Právě tato poslední činnost dala vzniknout nové kategorii vojenských letadel – bitevních letounů (mezi nejznámější takové typy patřil pancéřovaný německý Junkers J.I).
Jinou kategorií vojenských letadel, jejíž vznik průzkumné stroje vyprovokovaly, byl stíhací letoun. Už brzy po vypuknutí války bylo jasné, že průzkumné letouny dokážou překazit i pečlivě plánované vojenské operace, a tak se hledal účinný způsob, jak nepříteli odepřít výhodu vzdušného průzkumu. Zrodila se stíhačka – jako specializovaný letoun, který svou palubní výzbrojí má sestřelovat nepřátelské stroje.
Typickým představitelem průzkumného letounu počátku války byl německý Rumpler Taube – jednoplošník s maximální rychlostí kolem 100 km/h, se stabilním letem a velmi špatnou obratností. S tím kontrastuje jeden z nejlepších průzkumných letounů konce války francouzský Breguet 14 A2 – rychlý, prostorný dvouplošník s hliníkovými nosníky a překvapivou obratností (na svou velikost).
Samostatnou kapitolou byl vznik kategorie námořních průzkumných letounů. Existovaly dvě koncepce, které se vzájemně doplňovaly. Plovákové typy kvůli svému malému doletu operovaly v okolí pobřeží a z hydroplánových lodí, které je převážely. Létající čluny díky svému prostornému trupu mohly nést větší množství paliva, a tak měly také větší dolet. Používaly se k hlídkování nad otevřeným mořem.

## Meziválečné období
Po první světové válce nejprve pokračovala výroba vylepšených válečných konstrukcí. Později se začaly více prosazovat modernější konstrukce – jednoplošníky se silnějšími motory a kovovou kostrou.
U taktických průzkumných letounů byly více zastoupeny jednomotorové hornoplošníky (s lepším výhledem na zem), jako byly britský Westland Lysander, německý Henschel Hs 126, polský LWS-3 Mewa ap.
U dálkového průzkumu se prosazovaly dvoumotorové stroje s velkým doletem a dostupem, často šlo o upravené bombardéry. Pro tyto letouny se začaly vyvíjet přetlakové kabiny pro operace ve velkých výškách.
Krátce před druhou světovou válkou se objevila nová kategorie průzkumných letadel pro dělostřelecké pozorování, lehký průzkum a styčnou službu. Takové letouny musely dokázat vzlétat a přistávat na malých, improvizovaných vzletových plochách. Legendárním zástupcem takových typů byl německý Fieseler Fi 156 Storch.
Námořní průzkumné letouny byly zastoupeny menšími plovákovými letouny a většími létajícími čluny. Plovákové letouny byly běžně umisťovány na větší válečné lodě a startovaly z nich pomocí katapultů. Létající čluny se používaly pro hlídkovou službu nad velkými plochami světových moří a oceánů. Primárním úkolem námořních průzkumných strojů bylo pátrat po lodích a ponorkách nepřátelského loďstva. Mezi další úkoly patřilo pátrání a záchrana trosečníků a také napadání nepřátelských ponorek a menších lodí pumami.

## Druhá světová válka

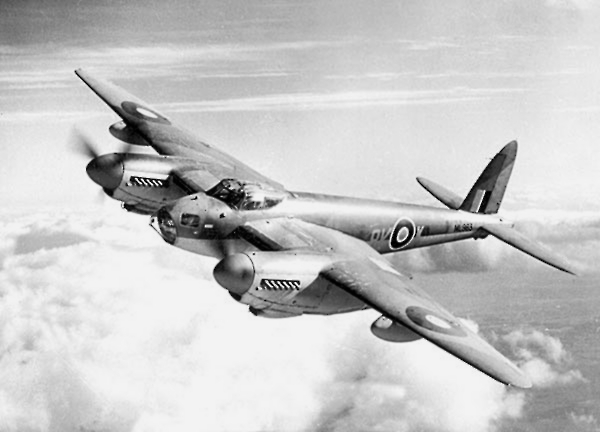
De Havilland Mosquito („Dřevěný zázrak“) byl skvělým průzkumným letounem 2. sv. války

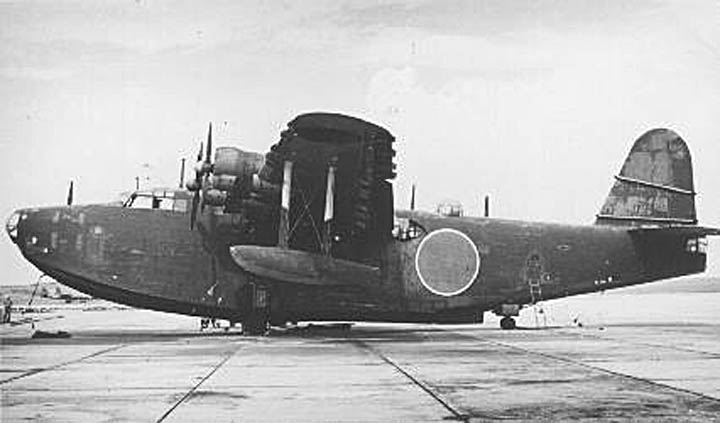
Japonský létající člun Kawaniši H8K (Emily) patřil k nejvýkonnějším typům ve své kategorii.

Už na počátku války se ukázalo, že většina lehčích, pomalých typů průzkumných letounů (Lysander, Hs 126, Fw 189 ap.) je použitelná pouze při naprosté vzdušné převaze nad protivníkem. A protože se střetávala srovnatelně silná letectva, musely začít plnit taktické průzkumné úkoly rychlé letouny stíhací, případně dobře vyzbrojené lehké a střední bombardovací letouny a strategický průzkum se přesunul do velkých výšek. Dělostřelecké pozorování bylo svěřeno nejslabším letounům (Aeronca L-3, Piper L-4 ap.), které nejsnáze unikaly pozornosti nepřítele.
Největší změnou oproti předválečné praxi bylo zapojení stíhacích letadel do průzkumné činnosti. Osamocené, malé a rychlé stíhací letouny měly větší šanci přežít nad územím ovládaným letectvem protivníka. Jako jeden z prvních přišel s touto myšlenkou letecký důstojník RAF Maurice Longbottom v roce 1939. Už 18. listopadu 1939 pronikl nad Cáchy Supermarine Spitfire, který místo výzbroje nesl dvě fotografické kamery. Tato praxe se rychle rozšířila i do ostatních letectev, a tak se stavěly nové, specializované průzkumné verze nejen britských Spitfirů, ale i německých Bf 109, sovětských Jak-9, amerických P-38 Lightning a P-51 Mustang atd.
Skvělým průzkumným letounem byl britský de Havilland Mosquito, který díky své rychlosti a doletu mohl poměrně nerušeně létat na fotoprůzkumné mise nad celou okupovanou Evropou. Množství získaných fotografií bylo obrovské – Britové létaly až 100 průzkumných letů denně a získávaly tak až 50 000 snímků každý den. Vyhodnocování takového množství fotografií byl velice náročný proces. I ostatní země se věnovaly leteckému průzkumu s podobným úsilím.
Německá Luftwaffe věnovala mnoho pozornosti výškovým průzkumným letounům. Průzkumné verze Junkersů Ju 86 létaly nad Británií už v roce 1940 a dosahovaly při tom výšek okolo 12 500 metrů. Později se objevovaly i nad Sovětským svazem a nad Středozemním mořem, kde ale poprvé narazily na výškové Spitfiry a utrpěly ztráty.
Ve východní Asii a Pacifiku používala japonská armáda ke strategickému průzkumu dvoumotorové dálkové průzkumné letouny Micubiši Ki-46 (ve spojeneckém kódu Dinah), na které na počátku války nestačila žádná spojenecká stíhačka. V japonském námořním letectvu se průzkumu věnovaly převážně palubní útočné letouny, palubní bombardéry a průzkumné hydroplány. Až v roce 1944 dostalo námořnictvo speciální, velmi rychlý strategický palubní průzkumný stroj Nakadžima C6N1 Saiun (ve spojeneckém kódu Myrt), který díky své rychlosti dokázal unikat spojeneckým stíhačkám i v závěru války.
Velmi důležitou roli hrály průzkumné letouny při protiponorkovém hlídkování nad světovými oceány. Jako první pocítila jejich potřebu Velká Británie, později Spojené státy a Japonsko. Německo nasazovalo podobné letouny (Focke-Wulf Fw 200), které naopak ponorkám pomáhaly při vyhledávání konvojů. Protiponorkovou službu vykonávaly velké hydroplány (např. Short Sunderland, Kawaniši H8K, Consolidated PBY Catalina), bombardovací letouny, které už nestačily na svou původní roli, (např. Vickers Wellington), upravené čtyřmotorové bombardéry s dlouhým doletem (Consolidated B-24 Liberator, Boeing B-17 Flying Fortress) a velké množství menších typů (často z nouze a s menším doletem). Významnou pomocí při vyhledávání ponorek (a lodí) na širém oceánu bylo zavedení protilodních radiolokátorů.
Během druhé světové války se také začaly objevovat první průzkumné letouny specializované na elektronický průzkum.

## Studená válka

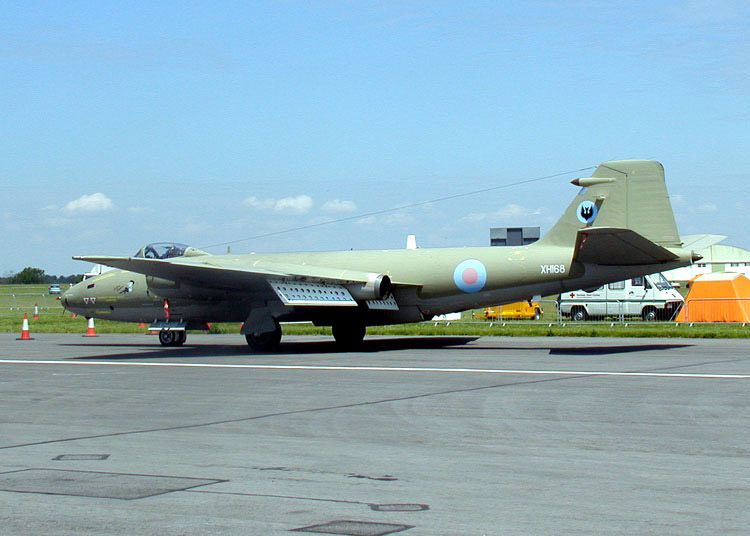
Fotoprůzkumný letoun English Electric Canberra PR.9

Po skončení druhé světové války začaly dálkový vzdušný průzkum opět provádět upravené bombardéry, byť tentokrát byly poháněny proudovými motory, díky kterým létaly rychleji a výše než předtím. Příkladem takových strojů byl English Electric Canberra a jeho americké modifikace Martin B-57.
V 50. letech byl ve Spojených státech tajně zkonstruován první výhradně špionážní proudový letoun – Lockheed U-2. Byl navržen pro lety nad územím Sovětského svazu a jeho existence zůstala utajena až do roku 1960, kdy byl jeden stroj pilotovaný Gary Powersem sestřelen nad SSSR. Následně se rozhořela krize ve vztazích mezi SSSR a USA známá jako aféra U-2. Modernizované verze U-2 stále zůstávají ve službě a vyřazení posledních kusů se plánuje na rok 2011. V 60. letech byl postaven nejrychlejší pilotovaný proudový letoun SR-71 Blackbird. S rozvojem špionážních satelitů ve Spojených státech a Sovětském svazu se zájem o nové typy fotoprůzkumných letounů snížil.
Další silně zastoupenou kategorií průzkumných letounů byly od dob druhé světové války námořní hlídkové letouny. Byly to typicky velké, pomalé stroje s velkou vytrvalostí, které nesly na palubě široké spektrum senzorů a elektronického vybavení. Představiteli této kategorie byly (a některé stále ještě jsou) britské Avro Shackleton a Hawker Siddeley Nimrod, francouzské Breguet Atlantique, sovětské Tupolev Tu-95 a americké typy od firmy Lockheed – Neptune a později Orion.

## Současnost

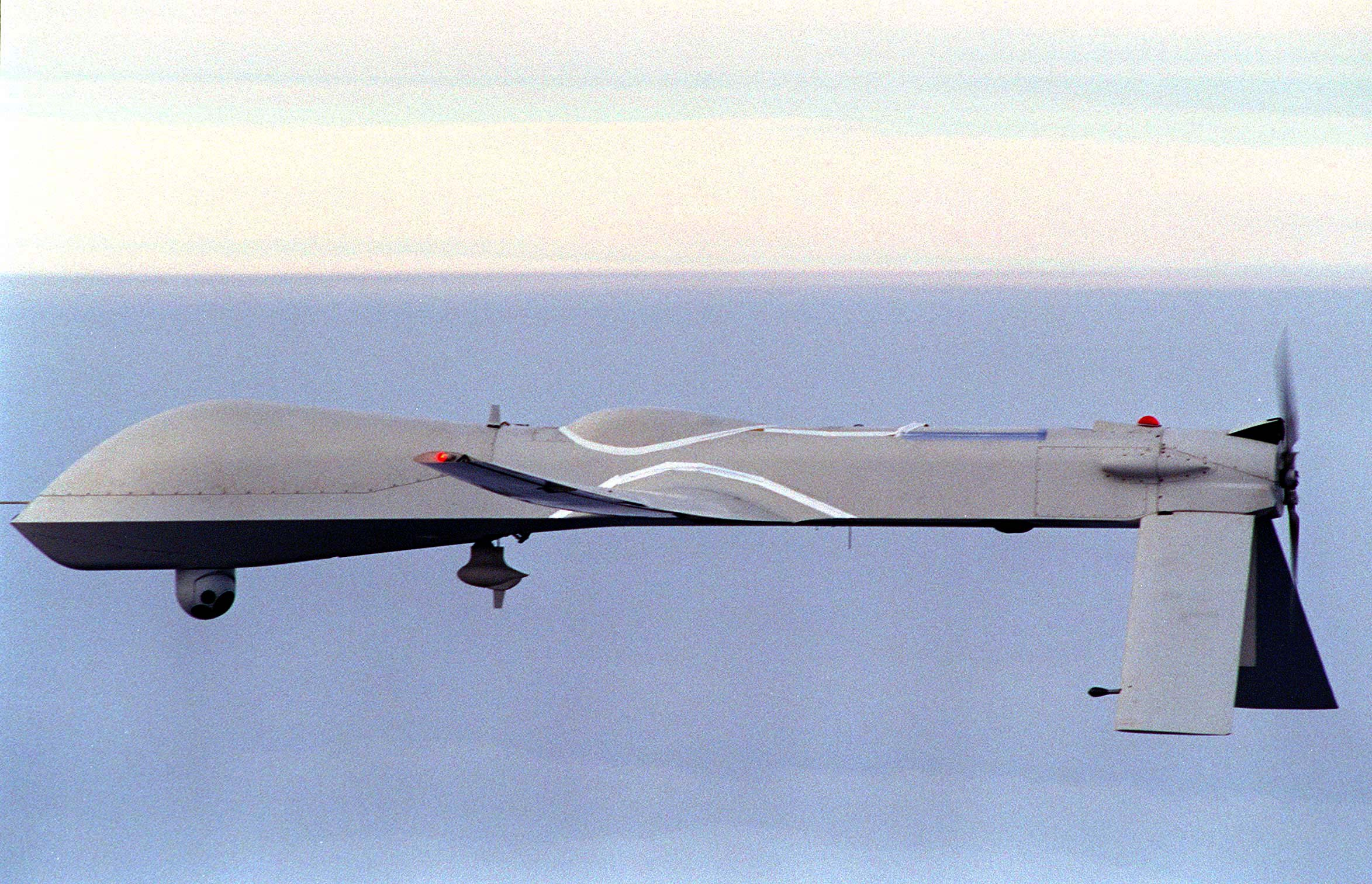
RQ-1 Predator

V současné době je zaváděno do služby nebo ve vývoji množství bezpilotních dálkově ovládaných průzkumných letounů (UAV), a to především ve Spojených státech, v Evropě, v Izraeli ap. Ve vývoji jsou např. americké RQ-4 Global Hawk (proudový stroj pro vysoké výšky připomínající U-2) a menší RQ-1 Predator (pro střední výšky). Firma Schweizer Aircraft Corporation vyvíjí dálkově ovládanou verzi lehké helikoptéry.
Většina letectev postrádá ve své výzbroji specializované průzkumné letouny, a tak jejich úlohu přebírají bojová a transportní letadla s namontovanými kamerami nebo se speciálními podvěsy.
Pro elektronický průzkum jsou většinou používány běžné vojenské letouny (např. fotoprůzkumné) s příslušnými senzory, elektronikou ap. Jen některá letectva zavedla do své výzbroje specializované typy jako je např. Beech RC-12 Super King Air a Boeing RC-135 Rivet Joint.
Druhým trendem vedle zavádění bezpilotních průzkumných strojů (UAV) je poznání, že běžné bojové letouny mohou díky podvěsům se senzory a pokročilému komunikačnímu vybavení plnohodnotně vykonávat i průzkumnou činnost.

## Civilní sféra
Existují i civilní letouny vybavené podobně jako vojenské průzkumné letouny. Ty se používají při mapování území (v kartografii), řízení dopravy, geologických a jiných vědeckých průzkumech (např. v archeologii). V mnoha zemích jsou civilní letouny využívány k hlídání hranic před pašováním a ilegální imigrací, k hlídkování nad rybolovnými oblastmi ap.